# منو سیمونز
 منو سیمونز (هلندی: Menno Simons؛ ۱۴۹۶ – ۳۱ ژانویهٔ ۱۵۶۱) رهبر فرقه مذهبی آناباپتیست اهل هلند بود.